# Southland (region)
Southland är den av Nya Zeelands regioner som ligger längst åt söder. Regionhuvudstaden heter Invercargill, detta är även den stad i Nya Zeeland som ligger både längst till väster och söder. Southland är en av Nya Zeelands glesast befolkade regioner. En viktig inkomstkälla för regionen är turism, detta mycket tack vare Fiordland nationalpark som ingår i Te Wahipounamu. 

## Demografi
| Befolkningsutvecklingen i Southland 1991–2018 | Befolkningsutvecklingen i Southland 1991–2018 | Befolkningsutvecklingen i Southland 1991–2018 | Befolkningsutvecklingen i Southland 1991–2018 | Befolkningsutvecklingen i Southland 1991–2018 |
| --------------------------------------------- | --------------------------------------------- | --------------------------------------------- | --------------------------------------------- | --------------------------------------------- |
|                                               |                                               |                                               |                                               |                                               |
| År                                            |                                               |                                               | Folkmängd                                     |                                               |
| 1991                                          | 1991                                          |                                               | 99 954                                        |                                               |
| 1996                                          | 1996                                          |                                               | 97 098                                        |                                               |
| 2001                                          | 2001                                          |                                               | 91 002                                        |                                               |
| 2006                                          | 2006                                          |                                               | 90 876                                        |                                               |
| 2013                                          | 2013                                          |                                               | 93 342                                        |                                               |
| 2018                                          | 2018                                          |                                               | 97 467                                        |                                               |
|                                               |                                               |                                               |                                               |                                               |